# Ondámetro

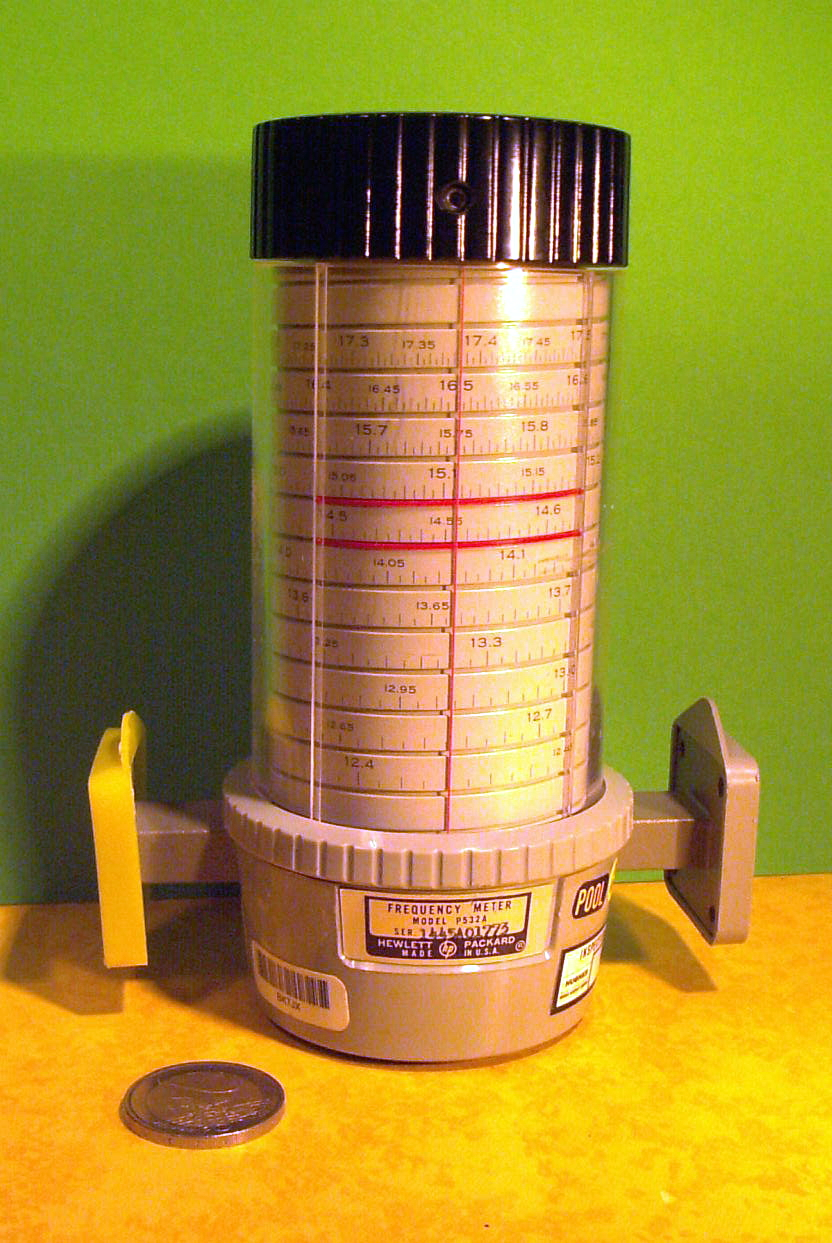
Ondámetro de banda Ku.

Se llama ondámetro a un instrumento para medir la frecuencia de señales de microondas. Consiste en una cavidad resonante sintonizable acoplada a una línea de transmisión o una guía de ondas.
Para realizar una medida se dispone el ondámetro en serie con un detector y se varía la sintonía de la cavidad hasta alcanzar su frecuencia de resonancia. En estas condiciones se comporta como un cortocircuito, reflejando toda la potencia, de modo que a la salida del detector no habrá tensión. Como se refleja la potencia hacia el generador, se suele incluir algún tipo de aislador para su protección.
El alto Q de estas cavidades dificulta localizar la resonancia, por lo que se suele incluir un elemento disipativo que lo disminuya. Aun así el ondámetro permite una medida muy precisa (mejor que tres dígitos) de la frecuencia.
Debido a la parafernalia que necesita y al desarrollo de los PLL, osciladores sintonizados, divisores digitales, etc. y su inclusión en los equipos de medida de microondas, el ondámetro ha caído en desuso, conservando su valor para utilizar en prácticas de laboratorio e introducción a las microondas, debido a su simplicidad conceptual y su valor didáctico.

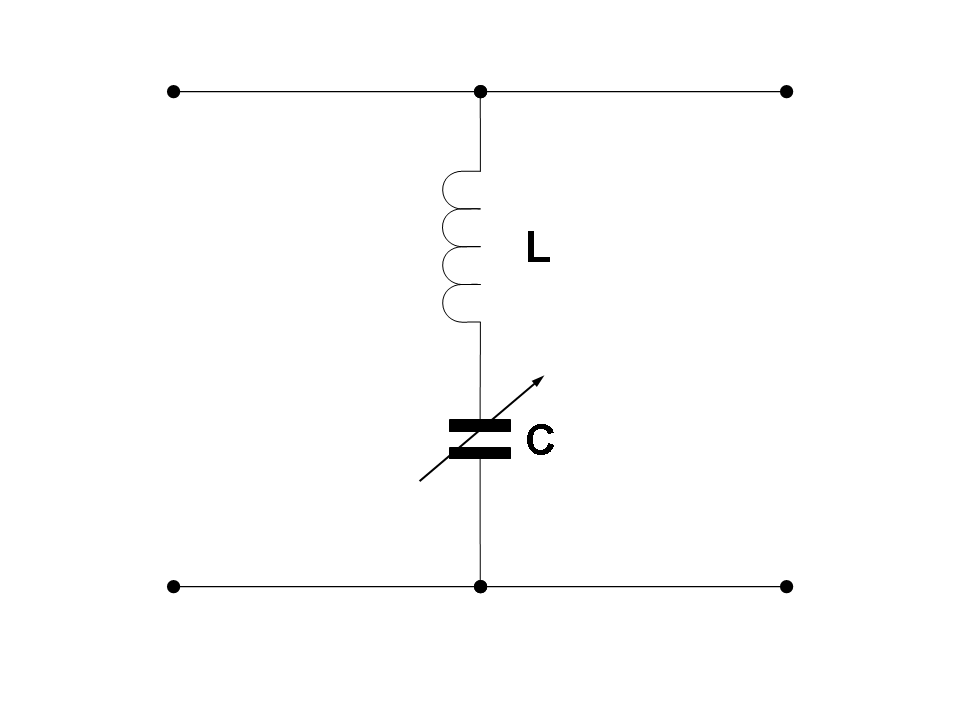
Equivalente circuital del ondámetro.

- Datos: Q332830
- Multimedia: Wavemeters / Q332830